# Патрік Петер
Патрік Петер (нім. Patrick Peter, нар. 27 січня 1994, Відень) — австрійський хокеїст, захисник клубу Австрійської хокейної ліги «Відень Кепіталс». Гравець збірної команди Австрії.

## Ігрова кар'єра
Професійну хокейну кар'єру розпочав 2010 року виступами за молодіжну команду «Відень Кепіталс». У сезоні 2010–11 Патрік захищав кольори другої команди «Відень Кепіталс», а згодом дебютував і в головній команді клубу.
9 травня 2014 Петер уклав дворічний контракт з «столичними».
Наразі єдиною професійною командою у кар'єрі гравця лишається клуб Австрійської хокейної ліги «Відень Кепіталс».

## На рівні збірних
Виступав у складі юніорської збірної Австрії на юніорських чемпіонатах світу 2012 та молодіжній збірній на молодіжних першостях 2012 та 2013 років.
У складі національної збірної Австрії виступав на чемпіонатах світу Топ-дивізіону 2015, 2018 та 2019 років.

## Нагороди та досягнення
- Чемпіон Австрії в складі «Відень Кепіталс» — 2017.

## Статистика
| Сезон             | Клуб                | Ліга              | Регулярний сезон | Регулярний сезон | Регулярний сезон | Регулярний сезон | Регулярний сезон | Плей-оф | Плей-оф | Плей-оф | Плей-оф | Плей-оф |
| Сезон             | Клуб                | Ліга              | І                | Г                | П                | О                | ШХ               | І       | Г       | П       | О       | ШХ      |
| ----------------- | ------------------- | ----------------- | ---------------- | ---------------- | ---------------- | ---------------- | ---------------- | ------- | ------- | ------- | ------- | ------- |
| 2009/10           | Відень Кепіталс U20 | Австрія U20       | 2                | 0                | 1                | 1                | 6                | –       | –       | –       | –       | –       |
| 2010/11           | Відень Кепіталс U20 | Австрія U20       | 26               | 7                | 10               | 17               | 125              | 3       | 0       | 1       | 1       | 10      |
| 2010/11           | Відень Кепіталс II  | Оберліга          | 19               | 3                | 6                | 9                | 85               | 5       | 0       | 2       | 2       | 12      |
| 2010/11           | Відень Кепіталс     | EBEL              | 10               | 0                | 0                | 0                | 0                | –       | –       | –       | –       | –       |
| 2011/12           | Відень Кепіталс U20 | Австрія U20       | 1                | 0                | 0                | 0                | 0                | –       | –       | –       | –       | –       |
| 2011/12           | Відень Кепіталс II  | Національна ліга  | 27               | 2                | 8                | 10               | 58               | –       | –       | –       | –       | –       |
| 2011/12           | Відень Кепіталс     | EBEL              | 15               | 0                | 0                | 0                | 0                | –       | –       | –       | –       | –       |
| 2012/13           | Відень Кепіталс U20 | МЛ                | 25               | 5                | 9                | 14               | 110              | –       | –       | –       | –       | –       |
| 2012/13           | Відень Кепіталс     | EBEL              | 39               | 1                | 1                | 2                | 2                | 15      | 0       | 0       | 0       | 8       |
| 2013/14           | Відень Кепіталс U20 | МЛ                | 2                | 0                | 0                | 0                | 6                | –       | –       | –       | –       | –       |
| 2013/14           | Відень Кепіталс     | EBEL              | 47               | 2                | 4                | 6                | 24               | 5       | 0       | 0       | 0       | 0       |
| 2014/15           | Відень Кепіталс     | EBEL              | 40               | 1                | 5                | 6                | 69               | 14      | 2       | 2       | 4       | 59      |
| 2015/16           | Відень Кепіталс     | EBEL              | 50               | 2                | 4                | 6                | 43               | 5       | 0       | 0       | 0       | 0       |
| 2016/17           | Відень Кепіталс     | EBEL              | 25               | 2                | 5                | 7                | 26               | 11      | 0       | 0       | 0       | 15      |
| 2017/18           | Відень Кепіталс     | EBEL              | 28               | 4                | 1                | 5                | 23               | 11      | 0       | 4       | 4       | 12      |
| 2018/19           | Відень Кепіталс     | EBEL              | 51               | 2                | 9                | 11               | 42               | 18      | 3       | 2       | 5       | 29      |
| 2018/19           | Відень Кепіталс II  | Ерсте Ліга        | 1                | 1                | 1                | 2                | –                | –       | –       | –       | –       |         |
| 2019/20           | Відень Кепіталс     | EBEL              | 11               | 2                | 1                | 3                | 6                | –       | –       | –       | –       | –       |
| Австрія U20 разом | Австрія U20 разом   | Австрія U20 разом | 29               | 7                | 11               | 18               | 131              | 3       | 0       | 1       | 1       | 10      |
| Австрія2 разом    | Австрія2 разом      | Австрія2 разом    | 27               | 2                | 8                | 10               | 58               | –       | –       | –       | –       | –       |
| Австрія3 разом    | Австрія3 разом      | Австрія3 разом    | 19               | 3                | 6                | 9                | 85               | 5       | 0       | 2       | 2       | 12      |
| EBEL разом        | EBEL разом          | EBEL разом        | 316              | 16               | 30               | 46               | 235              | 79      | 5       | 8       | 13      | 123     |
| МЛ разом          | МЛ разом            | МЛ разом          | 27               | 5                | 9                | 14               | 116              | –       | –       | –       | –       | –       |